# Kateřina Baďurová

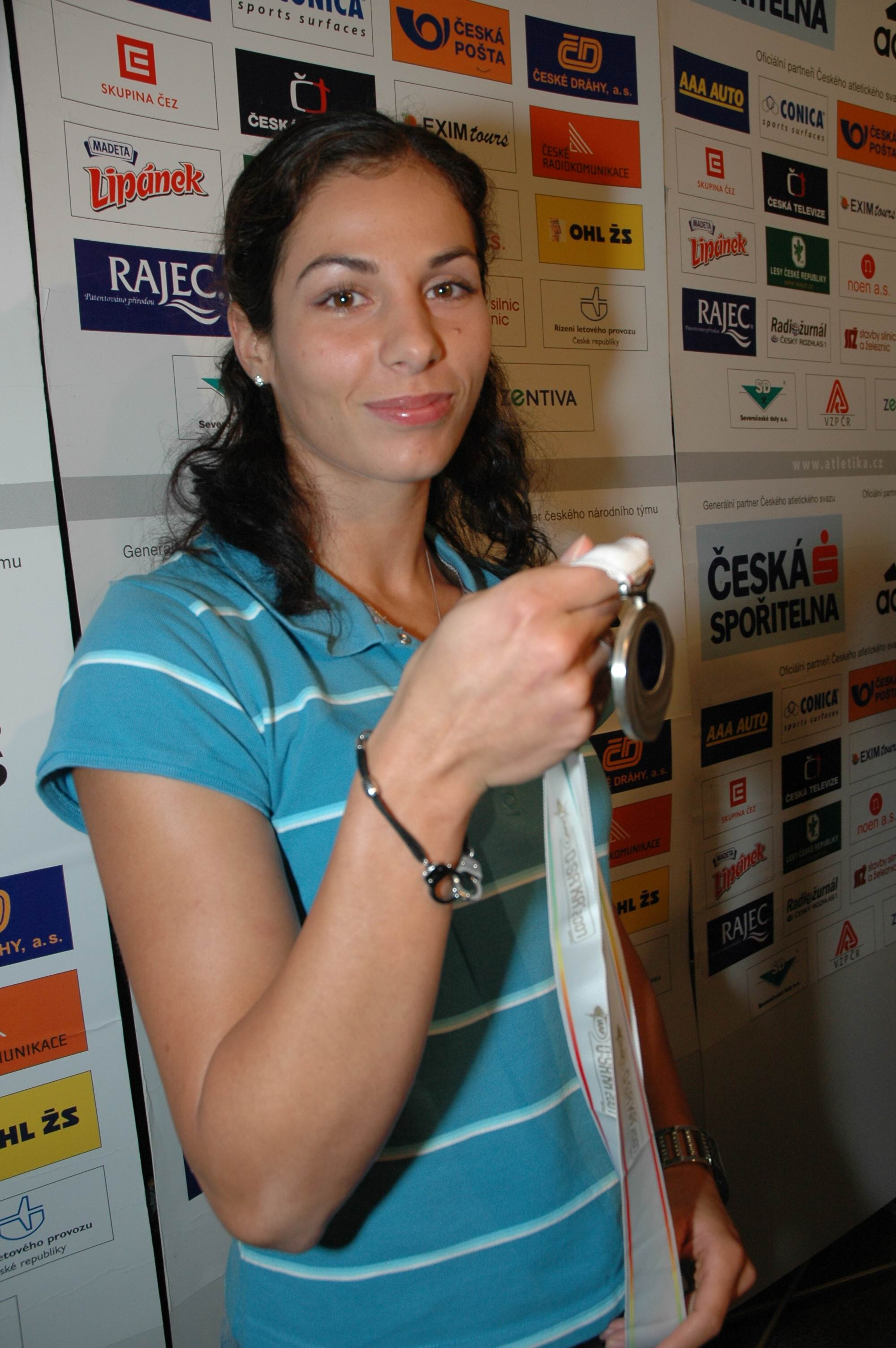
Kateřina Baďurová bei den Leichtathletik-Weltmeisterschaften 2007

Kateřina Baďurová (* 18. Dezember 1982 in Ostrava, Tschechoslowakei) ist eine tschechische Stabhochspringerin.
Bei den Olympischen Spielen in Athen erreichte sie ihr erstes Finale und beendete dieses mit dem zwölften Platz. Auch bei den Hallenweltmeisterschaften 2006 sowie den Europameisterschaften 2002 und 2006 nahm sie teil, ohne jedoch das Finale zu erreichen.
Sie ist mit dem tschechischen Hochspringer Tomáš Janků zusammen.
Ihr bestes Resultat gelang Baďurová bei den Weltmeisterschaften 2007, als sie mit 4,75 m einen neuen tschechischen Rekord aufstellte und hinter der Russin Jelena Issinbajewa die Silbermedaille gewann. 2008 nahm sie an den Olympischen Spielen in Peking teil.